# Bandera de la Baronia de Rialb
La bandera oficial de la Baronia de Rialb té la següent descripció:
Bandera apaïsada de proporcions dos d'alt per tres de llarg, blava clara, amb la casa blanca, tacada de negre, de l'escut, d'altura 14/18 de la del drap i d'amplada 15/27 de la llargària del mateix drap.
Va ser aprovada el 2 de setembre de 1999 i publicada en el DOGC el 23 de setembre del mateix any amb el número 2981.